# Westeinde (Bodegraven-Reeuwijk)
Pour les articles homonymes, voir Westeinde.
Westeinde est un hameau de la commune néerlandaise de Bodegraven-Reeuwijk, dans la province de la Hollande-Méridionale.